# Small Town Crime
Small Town Crime ist ein US-amerikanischer Kriminalfilm aus dem Jahr 2017. Regie und Drehbuch stammt von den Brüdern Eshom und Ian Helms. In den USA erschien der Film am 11. März 2017, in Großbritannien am 17. Oktober 2017. Produziert wurde der Film von Paris Caviani. Am 20. März 2018 wurde den Film erstmals in unsynchronisierter (Original-)Fassung von Netflix veröffentlicht.

## Handlung
Mike Kendall, ein ehemaliger Polizist, lebt allein in einer Stadt in Utah in einem schönen Haus mit einem weißen Lattenzaun, den er nach einer schwer durchzechten Nacht mit seinem Muscle-Car flachgelegt hat. Er ist halbherzig auf der Suche nach Arbeit, aber alles, was er zu tun scheint, ist zu trinken und mit seinem Schwager Teddy herumzualbern.
Eines Morgens findet Mike ein schwer zusammengeschlagenes Mädchen am Seitenstreifen der Straße nahe einem Feld, in dem er nach einer weiteren durchzechten Nacht seinen Rausch ausgeschlafen hat. Sie ist ein Rätsel und bald seine mögliche Erlösung, die ihn wieder Gesetzeshüter spielen lässt, weil die junge Frau kurz danach im Krankenhaus verstirbt. Mit einer billigen Visitenkarte und einem ebenso billigen Jackett und Krawatte klopft er an Türen und gibt sich als Privatschnüffler aus. Kurz darauf jagt er einer vertrauten dunklen Geschichte von sehr jungen Frauen (Prostituierten) und sehr bösen Männern hinterher, legt sich mit dem geschmeidigen Zuhälter und vermeintlichen Mörder an.
Sein alter Highschoolfreund Randy, inzwischen Besitzer einer Bar, scheint darin verwickelt zu sein und junge Mädchen an zahlungspotente Freier zu veräußern. Inzwischen sind zwei weitere Mädchen ermordet worden. Ivy, eine der jungen Prostituierten, und Dritte eine Mädchenclique, ist verschwunden. Kendall spürt sie auf und es stellt sich heraus, dass sie zusammen mit Randal, der sie versteckt, mehrere Erpressungen durchgezogen hat. Die Erpressten wehren sich und setzen zwei Profiauftragskiller auf die Erpresser an. Der führende Killer, genannt „der Orthopäde“, entführt inzwischen Teddy, um ihn gegen Ivy freizupressen. Es kommt mit dem Großvater des ersten Opfers und Kennalls Auftraggeber, Steve Wendel und Mood zum Showdown auf einem Güterbahnhof. Die Killer werden nach einem heftigen Feuergefecht getötet, die drei Erlöser und Teddy verletzt.
Die Staatsanwaltschaft erkennt auf Selbstverteidigung und spricht die vier frei. Seine ehemaligen Kollegen, die Detectives Crawford und Whitman, können zwei der drei Auftraggeber dingfest machen, der dritte hat sich nach Mexiko abgesetzt. Sie geben Kendall aufgrund der zu erwartenden langwierigen Anträge zur Auslieferung zwischen den USA und Mexiko die ihnen bekannte Adresse des letzten Auftraggebers. In der Schlussszene sieht man, wie Mood und Wendel ihn am Strand aufspüren.